# Apogon quadrifasciatus
Apogon quadrifasciatus es una especie de pez de la familia de los apogónidos en el orden de los perciformes.

## Morfología
Los machos pueden llegar a alcanzar los 13 cm de longitud total.

## Distribución geográfica
Se encuentran desde el Mar Rojo hasta las Filipinas, Nueva Guinea, Japón y el norte de Australia.